# Kaneda Akishige
Akishige Kaneda (兼田 亜季重 Kaneda Akishige, sinh ngày 26 tháng 2 năm 1990) là một cầu thủ bóng đá người Nhật Bản thi đấu cho Oita Trinita ở J2 League.

## Sự nghiệp câu lạc bộ
Sinh ra ở Fukuyama, Hiroshima, Kaneda là sản phẩm của hệ thống trẻ Sanfrecce Hiroshima và anh từng là đồng đội của các cầu thủ như Tsubasa Yokotake và Kenta Uchida.
Năm 2008, Kaneda ký một bản hợp đồng với Ehime F.C. và được huấn luyện cùng huấn luyện viên thủ môn Akira Yamanaka, trước khi anh được thay thế bởi thủ môn cũ Yoshimi Sasahara. Kaneda ở lại 5 năm cho Ehime và chỉ có 3 lần ra sân.
Năm 2014, Kaneda hoàn tất phi vụ chuyển nhượng vĩnh viễn đến Montedio Yamagata nơi anh trải qua 2 năm với tư cách dự bị goalkeeper.
Đầu mùa giải 2016, Kaneda chuyển đến đội bóng mới lên hạng Avispa Fukuoka.

## Thống kê câu lạc bộ
Cập nhật đến ngày 23 tháng 2 năm 2016.
| Thành tích câu lạc bộ | Thành tích câu lạc bộ | Thành tích câu lạc bộ | Giải vô địch | Giải vô địch | Cúp                   | Cúp                   | Cúp Liên đoàn | Cúp Liên đoàn | Tổng cộng | Tổng cộng |
| Mùa giải              | Câu lạc bộ            | Giải vô địch          | Số trận      | Bàn thắng    | Số trận               | Bàn thắng             | Số trận       | Bàn thắng     | Số trận   | Bàn thắng |
| Nhật Bản              | Nhật Bản              | Nhật Bản              | Giải vô địch | Giải vô địch | Cúp Hoàng đế Nhật Bản | Cúp Hoàng đế Nhật Bản | J. League Cup | J. League Cup | Tổng cộng | Tổng cộng |
| --------------------- | --------------------- | --------------------- | ------------ | ------------ | --------------------- | --------------------- | ------------- | ------------- | --------- | --------- |
| 2008                  | Ehime FC              | J2 League             | 0            | 0            | 0                     | 0                     | -             | -             | 0         | 0         |
| 2009                  | Ehime FC              | J2 League             | 0            | 0            | 0                     | 0                     | -             | -             | 0         | 0         |
| 2010                  | Ehime FC              | J2 League             | 0            | 0            | 0                     | 0                     | -             | -             | 0         | 0         |
| 2011                  | Ehime FC              | J2 League             | 2            | 0            | 1                     | 0                     | -             | -             | 3         | 0         |
| 2012                  | Ehime FC              | J2 League             | 0            | 0            | 0                     | 0                     | -             | -             | 0         | 0         |
| 2013                  | Ehime FC              | J2 League             | 1            | 0            | 1                     | 0                     | -             | -             | 2         | 0         |
| 2014                  | Montedio Yamagata     | J2 League             | 3            | 0            | 0                     | 0                     | -             | -             | 3         | 0         |
| 2015                  | Montedio Yamagata     | J1 League             | 0            | 0            | 0                     | 0                     | 1             | 0             | 1         | 0         |
| Tổng                  | Tổng                  | Tổng                  | 6            | 0            | 2                     | 0                     | 1             | 0             | 9         | 0         |